# Kränzelstein

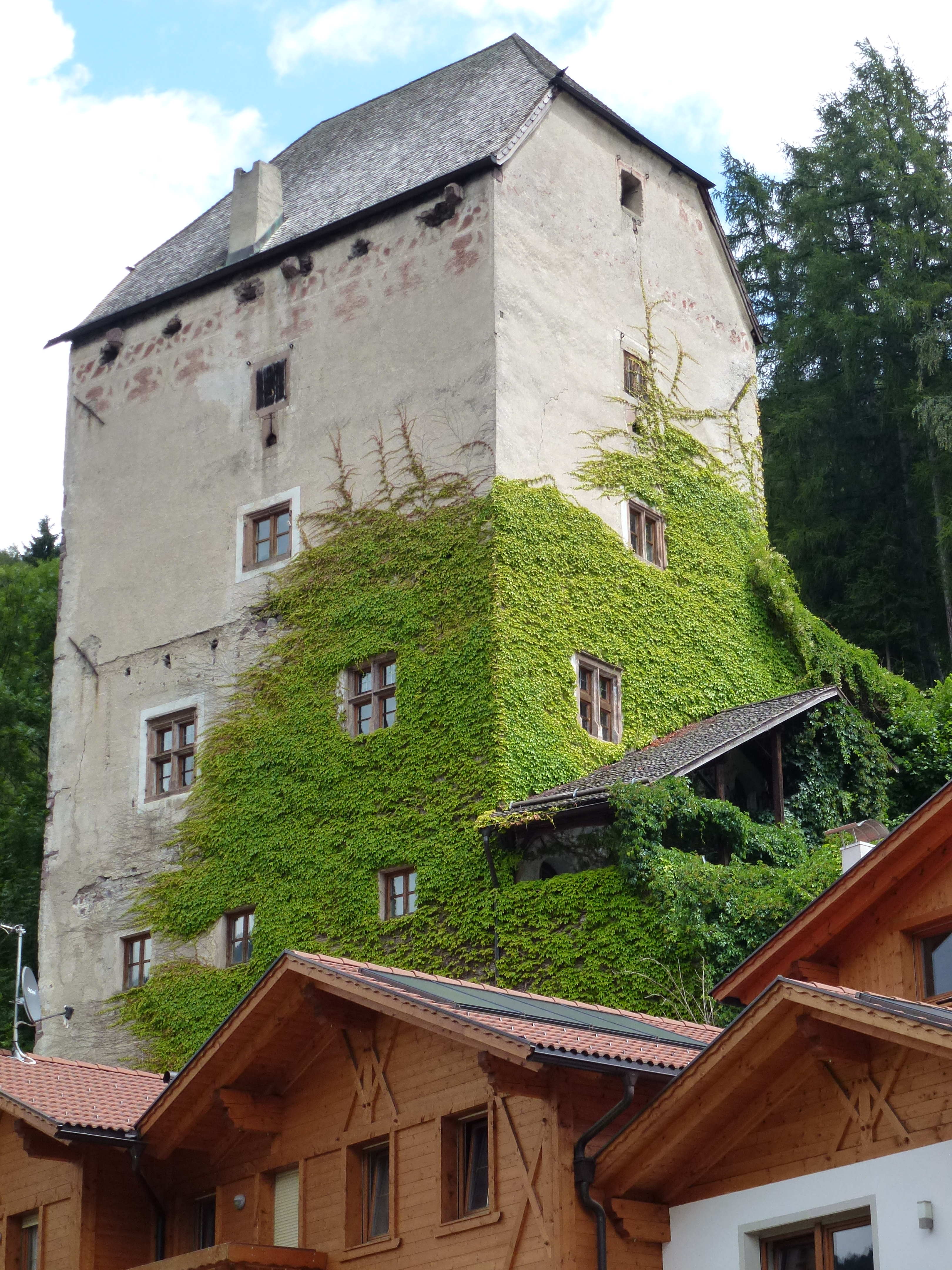
Kränzelstein von Südwesten

Kränzelstein ist ein mittelalterlicher Wohnturm in Sarnthein im Südtiroler Sarntal.

## Geschichte
Der viergeschossige, rechteckige Bau wurde 1295 erwähnt und im 16. Jahrhundert um eine gezinnte Ringmauer und einen kleinen Anbau an der Bergseite erweitert. Der Turm ist nach Hans von Kränzelstein benannt, in dessen Besitz er laut urkundlicher Erwähnung 1362 war. Später gehörte der Turm den Herren von Northeim. Mitte des 16. Jahrhunderts waren die Herren von Molart im Besitz des Turms, bis ihn 1635 der Bozner Kaufmann David Wagner erwarb. Bis in die 1970er-Jahre befand sich der Turm im Eigentum seiner Nachkommen, der Grafen von Sarnthein. 2016 kaufte die Gemeinde Sarntal das Gebäude um 615.000 €.
Seit 1950 steht Kränzelstein unter Denkmalschutz.